# Notre-Dame-des-Monts
Notre-Dame-des-Monts är en kommun i provinsen Québec i Kanada. Den ligger i regionen Capitale-Nationale, i den östra delen av landet, 500 km nordost om huvudstaden Ottawa.